# 提康德羅加號航空母艦
提康德羅加號航空母艦（USS Ticonderoga CV-14）是一艘隸屬於美國海軍的航空母艦，為艾塞克斯級航空母艦的六號艦，在非官方上亦是長艦體艾塞克斯級的首艦。它是美軍第四艘以提康德羅加為名的軍艦，以紀念美國獨立戰爭中民兵攻佔提康德羅加堡。
提康德羅加號在1943年開始建造，艦名原為漢考克（Hancock），但在動工兩個月後與CV-19調換艦名，更名為提康德羅加。1944年提康德羅加號服役，開始參與太平洋戰爭。戰後提康德羅加號退役停放，在韓戰時期進行SCB-27C現代化改建，並在期間重編為攻擊航母（CVA-14）。改建完成後提康德羅加號重返現役，其時韓戰已經停火。稍後提康德羅加號再進行SCB-125改建，增設斜角飛行甲板，然後轉到太平洋艦隊服役。
北部灣事件發生後，提康德羅加號與星座號率先派飛機空襲越南，為美軍全面介入越戰拉開序幕。接著提康德羅加號在越戰執行攻擊任務，直到1969年重編為反潛航母為止（舷號改為CVS-14）。此後提康德羅加號雖曾到西太平洋巡航，但再未參戰。退役前夕，提康德羅加號參與最後兩次太陽神計畫，回收了太陽神16號及太陽神17號指揮艙。
提康德羅加號在1973年退役除籍，最終在1974年出售拆解。

## 建造與早年服役
提康德羅加號在1943年3月1日在紐波特紐斯造船廠開始建造，其時艦名仍為漢考克，舷號為CV-14。三日後，美國海軍部批准艾塞克斯級的改良建造方案，將艦艏及艦艉的飛行甲板縮短，並建造剪型艦艏，以增設兩座四聯裝40毫米高射炮；提康德羅加號即時採用新設計建造。由於剪型艦艏令艦體增長，故新設計亦有稱為長艦體艾塞克斯級；或稱為提康德羅加級（新設計艦以提康德羅加號的舷號最小）。5月1日，海軍將CV-14更名為提康德羅加，而漢考克則改為命名CV-19。1944年2月7日，提康德羅加號下水，於5月8日正式服役。
服役後提康德羅加號在諾福克海軍基地整裝，並在稍後搭載第80航空聯隊。6月26日，提康德羅加號前往西印度群島試航訓練，途經西班牙港，在7月22日返抵諾福克。
8月30日，提康德羅加號前往太平洋，在9月4日橫越巴拿馬運河，於13日抵達聖地牙哥海軍基地，並搭載額外軍資。19日提康德羅加號前往珍珠港，在26日抵達卸載。稍後提康德羅加號在近海演習，並測試在海上補給航空炸彈。10月18日，提康德羅加號離開珍珠港，途經埃尼威托克，於29日抵達烏利西環礁。雷伊泰灣海戰在不久前結束。

## 第二次世界大戰

### 雷伊泰島與呂宋

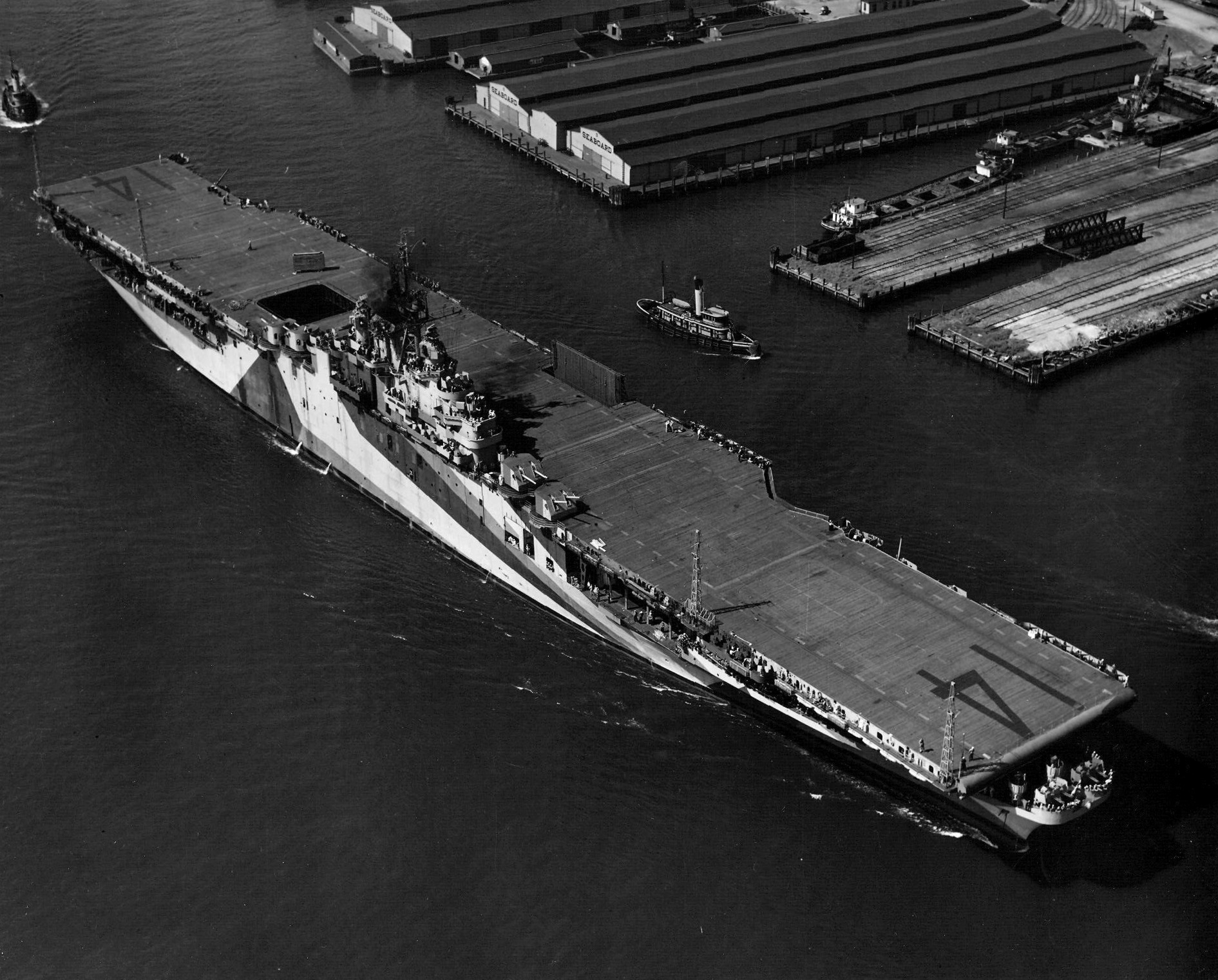
1944年5月30日，服役近一個月的提康德羅加號在諾福克海軍基地。提康德羅加號為長艦體艾塞克斯級首艦，相中可見其突出的剪型艦艏，上方加建了一座四聯裝40毫米高射炮；而飛行甲板則向後縮短，以使防空炮可更有效射擊。由於縮短飛行甲板令艦上飛行作業倍加危險，最終只有提康德羅加號及漢考克號有將飛行甲板切割，並在稍後補建。

10月30日，老約翰·席德尼·麥凱恩中將接替馬克·密茲契中將，指揮第38特遣艦隊（第三艦隊的快速航空母艦艦隊）；提康德羅加號加入費德烈·薛曼少將指揮的第三分隊，同行艦有旗艦艾塞克斯號、蘭利號及聖哈辛托號。
11月2日，提康德羅加號的第三分隊與第一分隊離開烏利西，前往雷伊泰，以進一步削弱日軍空中力量，並接替受神風特攻隊重創的第四分隊。次日第三分隊被日軍潛艇攻擊，雷諾號受到重創，而要折返烏利西；但提康德羅加號等未有損傷，繼續前往菲律賓，並在5日於波利略外海與第二分隊會合。 
三支分隊會合後，分別攻擊仁牙因灣、北錫布延海及馬尼拉灣三地的日軍機場及補給艦隻，擊沉了那智號，並摧毀地面多架飛機。下午艦隊旗艦列星頓號被自殺飛機擊中，多人死傷，麥凱恩被迫將旗艦由列星頓號轉至胡蜂號；而列星頓號在搶修後繼續作戰。6日艦隊再次空襲三地，在傍晚到外海補油。當晚第二分隊與受創的列星頓號返回烏利西休整修理，並由第四分隊接替；而麥凱恩則乘胡蜂號到關島搭載新聯隊，由薛曼在艾塞克斯號上暫時指揮艦隊，直至13日。8日艦隊迴避颱風，於9日暫時到關島海域。
此時日軍步兵多次乘運輸艦增援歐墨克市（Ormac），艦隊於10日取消補油，趕回菲律賓轟炸運輸艦，並先後擊沉了濱波號、長波號、島風號、若月號及所有運輸艦。13及14日，提康德羅加號等集中攻擊日軍艦隻，以阻止日軍增援，又擊沉了木曽號、曙號、秋霜號、沖波號、初春號及十多艘運輸艦，並擊傷潮號，摧毀地面多架飛機。15日提康德羅加號與第三分隊返回烏利西休整，於17日抵達，其作戰位置由第二分隊接替；同日麥凱恩改以第二分隊的漢考克號為艦隊旗艦。
22日提康德羅加號等離港，再次前往空襲菲律賓，並接替第一分隊。25日各艘航空母艦轟炸呂宋等地的日軍艦隻；提康德羅加號擊沉了熊野號；艾塞克斯號與蘭利號則擊沉了多艘運輸艦。日軍再次以自殺飛機還擊，並先後擊傷艾塞克斯號、無畏號、漢考克號及卡伯特號；其中無畏號更要返國修理。此時麥克阿瑟將民都洛登陸行動推遲到12月15日，故第三分隊在12月3日返抵烏利西修理休整。
12月11日，提康德羅加號等離開烏利西，前往呂宋。提康德羅加號仍留在薛曼指揮的第三分隊，同行艦有旗艦艾塞克斯號、蘭利號及聖哈辛托號。12日至16日，艦隊集中派戰機封鎖日軍機場，保護美軍登陸艦免受攻擊。日軍升空的飛機多被攔截及擊落。

### 海爾賽颱風
17日艦隊在外海補油，但海面颳起強風，海面波濤洶湧，令艦隊作業困難，無法補油。惡劣天氣由艦隊以東的熱帶擾動引起；該熱帶擾動在烏利西以北形成，向西北偏西移動，並快速增強，亦即後來的颱風眼鏡蛇。由於海浪走向與冬季的東北風一致，小威廉·海爾賽並未察覺颱風迫近。
18日海面風浪加劇，但艦隊的天氣預報仍然錯誤，且氣壓於日出前一直穩定，海面亦繼續吹北風，故海爾賽命艦隊再次補油。此時風浪開始使艦隻脫隊；各艦匯報的天氣資料迥異，又造成更多混亂。上午10時，氣壓開始急降，風向同時呈逆時針，海面翻起巨浪；胡蜂號的雷達甚至拍到風眼，颱風顯然就在附近。海爾賽即時命艦隊往西南迴避；然而脫隊及較慢軍艦已無法脫離，甚至有驅逐艦通過風眼。最終美軍三艘驅逐艦沉沒；蒙特利號及科本斯號機庫起火，其中前者更要撤返珍珠港維修；相對之下，提康德羅加號等大型艦隻損傷輕微，僅入水過多。
傍晚4時，艦隊終於駛出風暴。6時天氣轉為明朗，艦隊開始搜救落海官兵。其時海爾賽尚未得悉有驅逐艦沉沒，直到次日凌晨方得知三艘驅逐艦失去聯絡。搜救後艦隊撤返烏利西，於24日抵達。28日尼米茲批准艦隊在美軍登陸仁牙因灣後，進入南海。
12月30日，艦隊離開烏利西，並先後於1945年1月3日及4日空襲台灣及呂宋的日軍機場，卻因天氣惡劣，效果不彰。7日艦隊集中攻擊呂宋，再受惡劣天氣阻礙。9日美軍開始登陸仁牙因灣，幾乎沒有遭遇抵抗；而艦隊則往北空襲台灣及琉球群島，但惡劣天氣仍舊困擾艦隊，無法有效攻擊。

### 南中國海

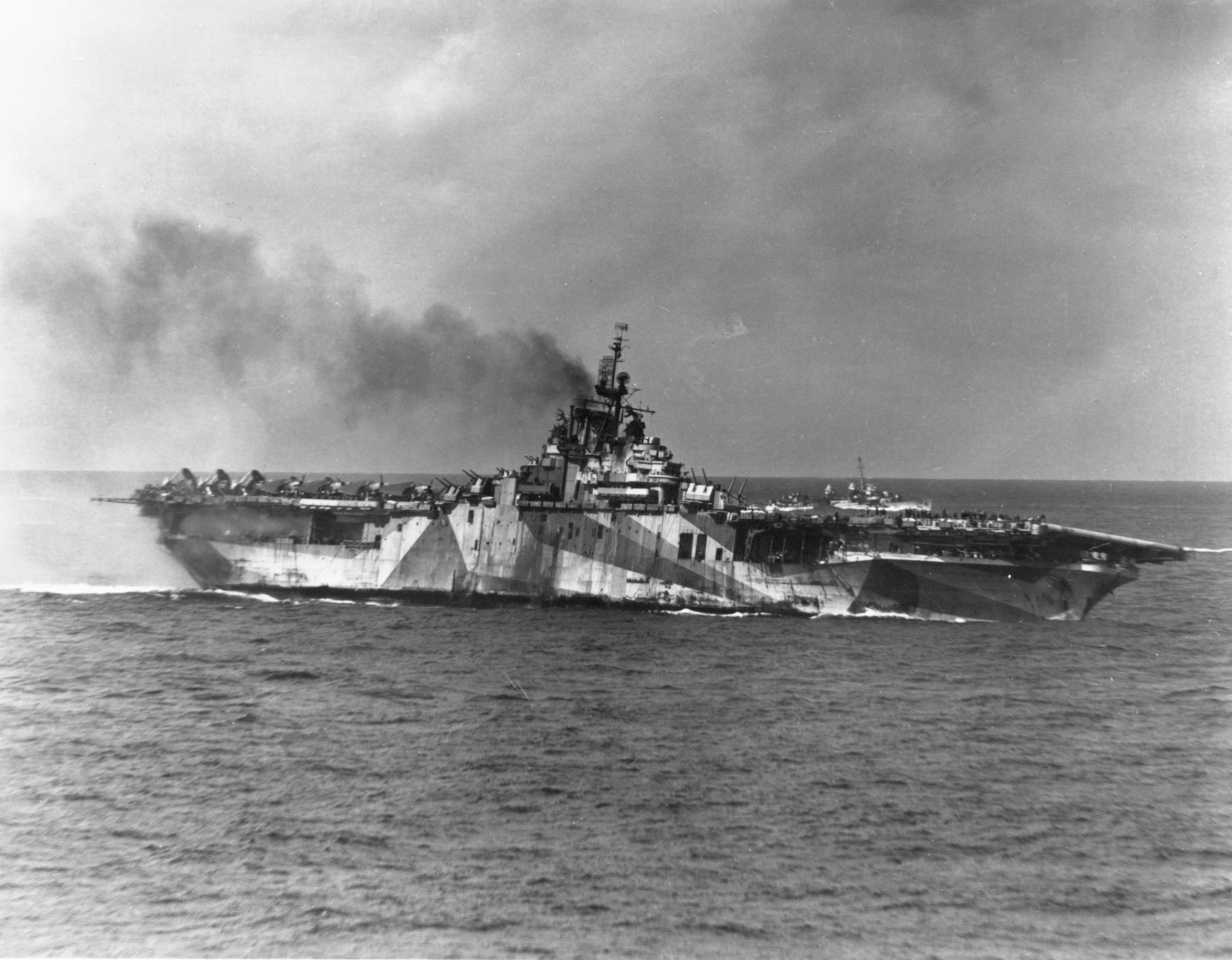
1945年1月21日，提康德羅加號接連被兩架日軍自殺飛機攻擊，艦體大火；照片拍攝時，提康德羅加號尚未遭受第二次攻擊。艦長基佛為方便滅火，向艦體左舷隔艙注水，並同時向左急轉，令艦體大幅向左傾斜9度；此舉使機庫及甲板的大部分易燃物均滑入海中，既減低後續爆炸的危險，並使滅火隊可更有效滅火。

1月10日，提康德羅加號等快速航空母艦穿過巴士海峽，前往空襲法屬印度支那的日軍補給。海爾賽認為伊勢號、日向號及部分日軍戰艦，在雷伊泰灣海戰後撤到越南，故先攻擊金蘭灣。
12日艦隊抵達越南外海。凌晨3時30分，第五分隊的夜戰航空母艦先派飛機偵察。早上6時40分，戰艦及巡洋艦等往炮轟金蘭灣的戰艦。到7時30分，第一、二及三分隊的航空母艦開始派飛機空襲。整日艦隊出擊數達1,465架次，部分飛機更沿海岸搜索目標轟炸，攻擊範圍遍佈越南南部。提康德羅加號的第三分隊，分別空襲了歸仁及西貢，並擊沉了香椎號、兩艘護航驅逐艦、九艘滿載的運輸艦及一艘油船；被日軍俘虜的法國巡洋艦拉莫特-皮凱號（La Motte-Piquet）亦在金蘭灣被擊沉。最終美軍共擊沉45艘日軍軍艦及商船，並摧毀多艘油船。由於港內沒有日軍戰艦，美軍的炮艦在早上8時已經撤返。晚間艦隊撤往東面補油，並迴避颱風。海面大浪使艦隊到14日才完成補油。
15日上午艦隊空襲了高雄及左營港，並擊沉了旗風號及松號。低能見度使空襲成效欠佳。下午艦隊再次西進，並於16日空襲了香港、廣州及海南。惡劣天氣及密集防空火炮雖令空襲多有阻滯，但美軍仍擊沉多艘運輸艦。17日東北季候風加強，迫使艦隊撤回呂宋西面海域補油，然後再次空襲台灣。

#### 遇襲

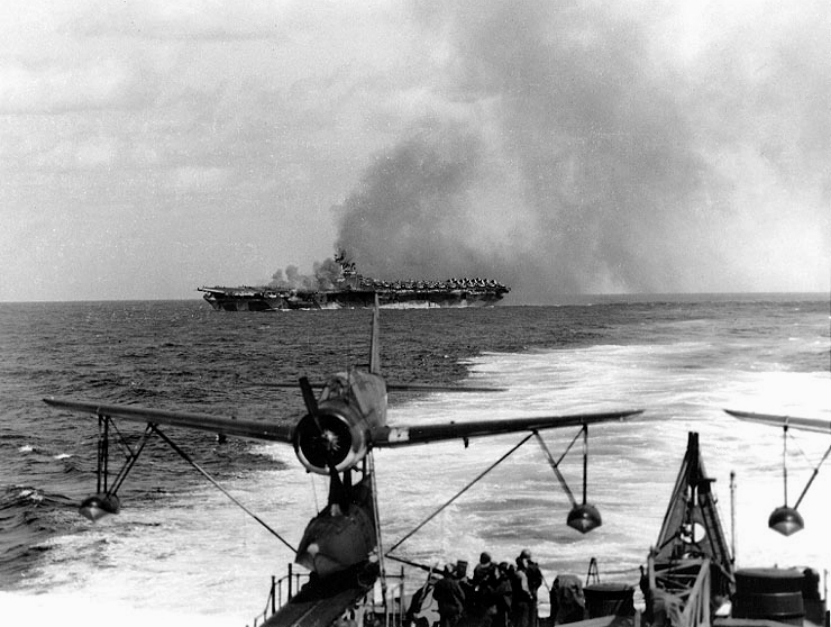
1945年1月21日，提康德羅加號遭到第二架自殺飛機攻擊，艦長基佛本人亦身受重傷。此時提康德羅加號的艦島亦冒出滾滾濃煙，但全艦火勢在下午已經受控，甚至在次日已局部恢復飛行作業，派出戰機自我防衛。雖然如此，提康德羅加號仍返回美國修理。

21日早上，艦隊開始派飛機攻擊台灣、澎湖、先島群島各地機場。當天的好天氣使美國飛機全天持續攻擊，但日本神風特攻隊也展開行動。
中午四架日軍自殺飛機發現第三分隊，隨即展開攻擊。蘭利號先於12時6分被兩枚小炸彈擊中，受損輕微。兩分鐘後，一架自殺飛機在雲層突然出現，由左舷後方突襲提康德羅加號，並撞穿飛行甲板，與所攜的250公斤炸彈一同爆炸，引發大火。其時提康德羅加號正準備下一波空襲，機庫及甲板上的飛機均載滿武裝及燃油，大火一發不可收拾。12時20分艦長迪西·基佛（Dixie Kiefer）下令向左舷隔艙注水，令艦體向左傾斜9度；同時又向左舷急轉，使艦體右舷迎風。兩項措施使機庫及甲板的易燃物迅速滑入海中；而艦體亦可由上而下冷卻，大火因此較易受控。而第三分隊各艦則在提康德羅加號外圍設下防禦圈。
但12時50分，第三分隊再遭到13架日機攻擊（其中八架為自殺飛機）。分隊的防空炮擊落了六架；空中的戰機亦加入攔截。然而仍有兩架日機突破美軍防禦，並在58分開始向提康德羅加號俯衝。一架飛機在俯衝期間被擊毀；但另一架卻直接撞入艦島，並貫穿瞭望台；一至兩枚250公斤炸彈隨即在艦島爆炸。爆炸令艦島瞭望台起火；而艦島建築的碎片則在艦橋及飛行甲板橫飛，造成多人死傷。基佛艦長在攻擊後右手骨折，更有近65塊金屬碎片穿插身上，但仍拒絕離開艦橋，繼續指揮救火。由於損管得力，艦上的火勢在下午2時15分已經迅即受控；而基佛則命左舷隔艙逐步排水；傷員亦陸續轉移到救援驅逐艦。37分下層甲板的火勢完全撲滅；到傍晚6時，艦體的傾側亦少於3度，基佛則在稍後轉移到驅逐艦上。攻擊最終造成143人死亡，202人受傷，36架飛機損毀。同日馬多克斯號（USS Maddox, DD-731）亦被自殺飛機擊傷。
次日提康德羅加號、馬多克斯號及兩艘輕巡洋艦離開分隊，返回烏利西，在24日抵達，並作緊急維修。艦隊在26日亦返抵烏利西；同日雷蒙德·斯普魯恩斯接替海爾賽指揮美軍艦隊，編制上改為第五艦隊，而快速航空母艦編隊亦再次易名，為第58特遣艦隊，由密茲契指揮。28日提康德羅加號搭載乘客啟程返國，並途經珍珠港，於2月15日抵達普吉灣，在稍後進入船塢維修。

### 沖繩戰役
4月20日，提康德羅加號修理完畢，隨即前往阿拉米達，搭載乘客及額外飛機，然後運送到珍珠港，於5月1日抵達。次日提康德羅加號搭載第87聯隊，然後到近海訓練一星期。訓練後提康德羅加號前往烏利西，並在中途順道空襲塔罗阿岛，於22日抵達烏利西，並加入在當地休整的第四分隊。
此時艦隊正在日本外海激戰。24日，亞瑟·拉德福（Arthur W. Radford）少將指揮的第四分隊離開烏利西，前往支援沖繩作戰；第四分隊除了有提康德羅加號外，亦有旗艦約克鎮號、香格里拉號及獨立號。27日第四分隊與艦隊會合；而海爾賽與麥凱恩則在28日再次接替斯普魯恩斯及密茲契，分別指揮美軍艦隊及快速航空母艦，艦隊又再易名為第三艦隊。海爾賽照舊以密蘇里號為艦隊旗艦；而麥凱恩則以香格里拉號為特遣艦隊旗艦。29日第三分隊返航雷伊泰休整；而提康德羅加號等則開始支援沖繩戰役的美軍。6月2日，第一分隊與第四分隊會合。第一分隊繼續支援沖繩作戰；而第四分隊則派飛機作遠距攻擊，空襲九州機場。
6月4日，颱風康妮（Typhoon Connie）吹襲沖繩東面海域；由於海爾賽起初採用錯誤迴避路徑，再加上麥凱恩未有及時批准第一分隊自由運動，使第一分隊通過風眼，所有航空母艦均有損傷，幸而人命損失不大。而提康德羅加號的第四分隊因位處第一分隊以北；再加上康妮直徑細小，故此遭遇的天氣顯然較為溫和，亦能及時避開颱風移動路徑，沒有艦隻受損。稍後兩支分隊繼續支援沖繩戰鬥，在10日起程撤返雷伊泰休整，於13日抵達；而美軍於22日基本佔據了沖繩島。

### 日本投降

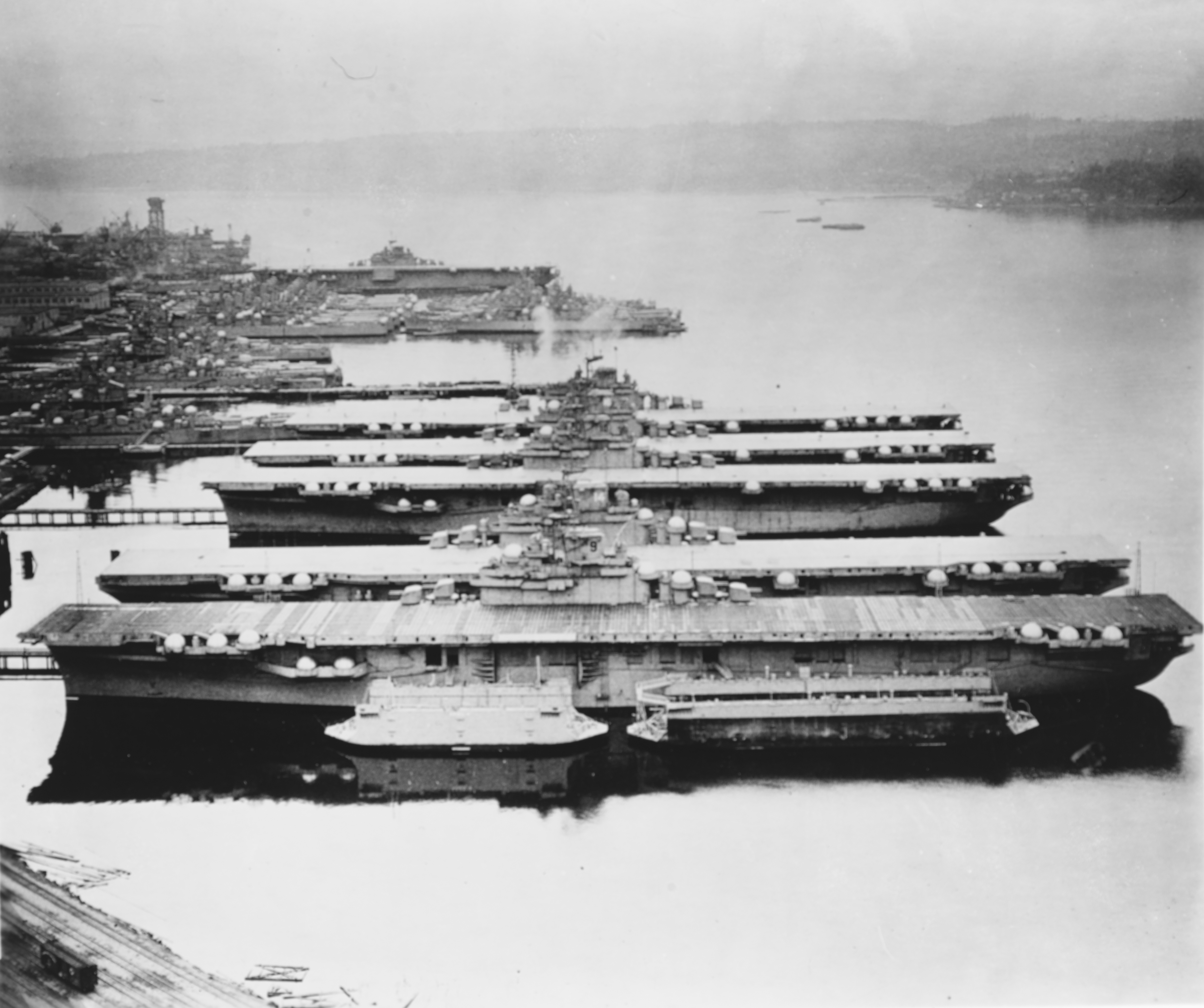
二次大戰後，不少艾塞克斯級成為多餘軍艦，成為所謂的封存艦隊（Mothball Fleet）。由前景數起為艾塞克斯號、提康德羅加號、約克鎮號、列星頓號、碉堡山號及好人理查號。攝於1948年4月23日布雷默頓普吉灣。

7月1日，第三艦隊離港出發，前往空襲日本本土。提康德羅加號編入傑拉德·波根（Gerald F. Bogan）少將指揮的第三分隊，同行艦有旗艦蘭道夫號、艾塞克斯號、蒙特利號及巴丹號。8日艦隊在沖繩外海會合，然後於10日空襲東京。攻擊後艦隊前往東北，欲於13日攻擊本州北部及北海道一帶，但因當日天氣惡劣延誤。
7月14日及15日，天氣好轉，艦隊大舉出擊，以轟炸B-29攻擊距離外的目標；相比沖繩作戰，日軍的反抗輕微，只有少量飛機有升空作戰，且均被擊落。艦隊空襲了室蘭市及函館等地，擊沉橘號，並擊傷柳號，且擊沉或擊傷數十艘運輸艦及汽車渡輪，阻止日軍運煤南下；而美軍及英軍戰艦則在同日炮擊沿岸的大型工廠。16日艦隊到外海補油，並與英國航空母艦（編入美軍第37特遣艦隊）會合。17至18日，艦隊再次空襲東京灣。首日天氣欠佳，空襲幾乎無效；次日天氣稍為好轉，艦隊隨即出擊，並集中攻擊長門號；最終長門號為約克鎮號重傷，一度認為已經擊沉。空襲後艦隊前往日本西南，於21日至22日補油。
7月24日、25日及28日，英美航空母艦艦隊前往轟炸瀨戶內海及吳市，集中攻擊日軍殘存軍艦，單在24日艦隊的出擊數便高達1,747架次，並擊沉伊勢號、日向號、榛名號、利根號、天城號、青葉號、大淀號、磐手號及出雲號；擊傷葛城號、龍鳳號、海鷹號及北上號。
7月31日艦隊出海迴避颱風，於8月初在海上補給。此時尼米茲截獲情報，指日軍正於本州以北集結自殺飛機及部隊，欲突破美軍防線，降落到馬里亞納的B-29基地，命艦隊即時前往攻擊；正當艦隊航行之際，小男孩原子彈於8月6日在廣島上空爆炸。8日艦隊本州北部的機場；同日蘇聯正式向日本宣戰。9日美軍在長崎上空投下胖子原子彈；而艦隊則在9日及10日再次空襲本州，摧毀超過251架轟炸機，擊傷另外141架，使日軍最後反擊破滅。11日艦隊到外海補油；此時日本開始考慮投降條款。12日艦隊迴避颱風，再於13日至15日空襲東京。15日中午，裕仁天皇宣佈日本投降，艦隊即時中止當日的第二波空襲，但繼續攔截接近艦隊的日機。
稍後提康德羅加號開始派飛機搜索陸上戰俘營，並空投補給。9月2日，日本代表在密蘇里號上簽署和約；而提康德羅加號則在6日進入東京灣停泊休整。
9月20日，提康德羅加號參與首階段的魔毯行動（Operation Magic Carpet），搭載美軍返國，在10月5日返抵阿拉米達。9日提康德羅加號再次前往太平洋搭載美軍，在稍後返回塔科馬，並在28日於當地慶祝海軍日（Navy Day）。
稍後提康德羅加號再到阿拉米達，並卸載所有飛機，然後到珍珠港船廠改裝，以增加乘客搭載量。11月提康德羅加號前往菲律賓，並在20日抵達薩馬島。稍後提康德羅加號搭載近4,000名軍人返國，於12月6日抵達阿拉米達。
1945年12月，提康德羅加號再次到西太平洋搭載美軍返國，於1946年1月返回。接著提康德羅加號到普吉灣停泊，預備退役。

## 退役、地中海及兩次改建

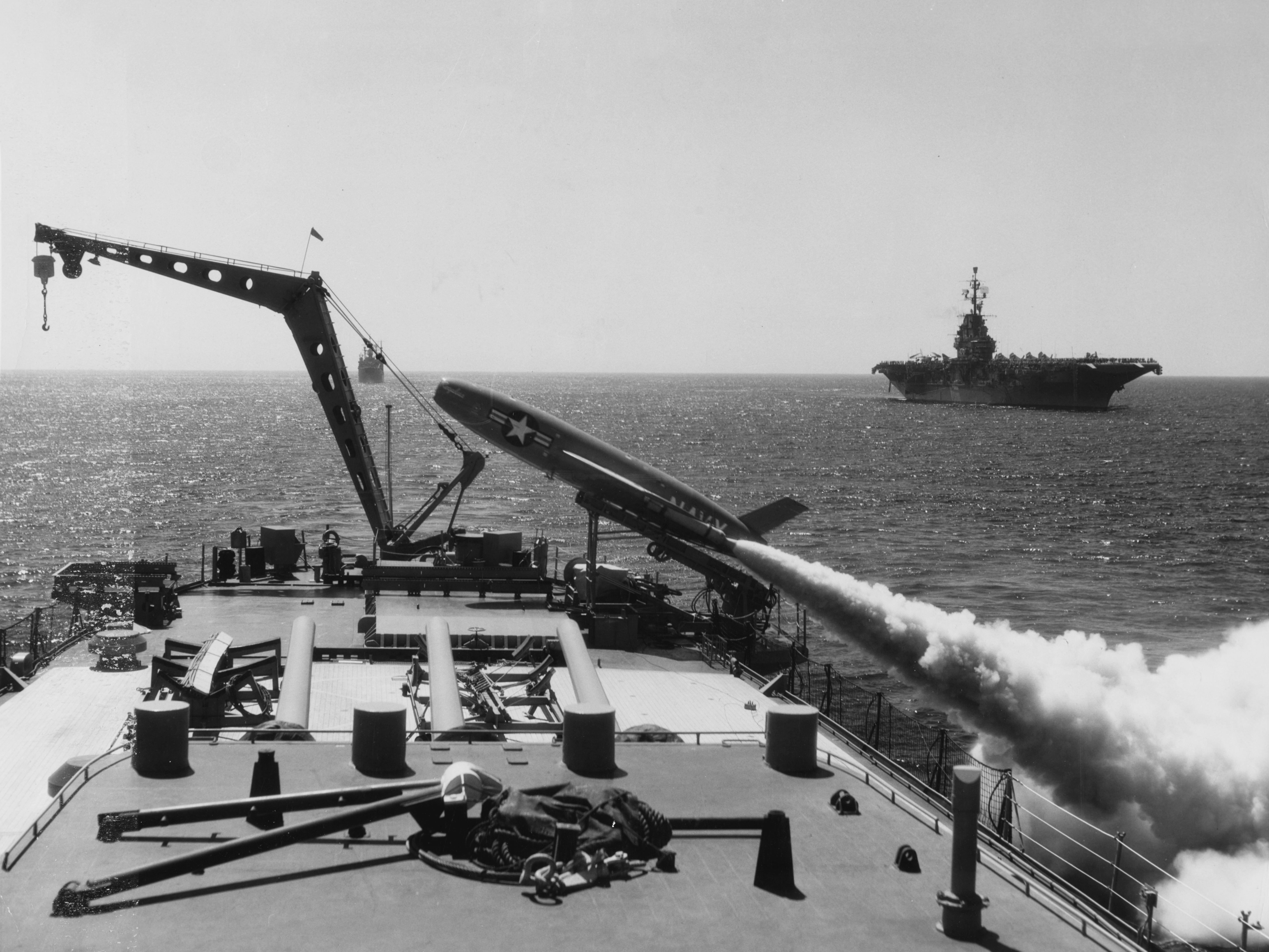
1957年8月，完成SCB-125改建的提康德羅加號返回太平洋艦隊，並在近岸執勤。同行的洛杉磯號重巡洋艦正發射RGM-6飛彈；而約600名美國航天科學學院（Institute of Aeronautical Science）的觀察員則在提康德羅加號上觀察。

1947年1月9日，提康德羅加號退役，並加入後備艦隊，在普吉灣繼續封存。1950年6月25日，韓戰爆發，提康德羅加號亦未有即時重新服役。
此時海軍正為艾塞克斯級作現代化改建；提康德羅加號在稍後編入SCB-27C改建之列。由於改建船廠為美國東岸的紐約海軍造船廠；提康德羅加號在1952年1月31日暫時重返現役，在2月27日前往紐約，於4月1日抵達。4月4日，提康德羅加號再次退役，並開始改建。1952年10月1日，改建中的提康德羅加號被重編為攻擊航母，舷號改為CVA-14。改建於1954年完成，而提康德羅加號則在9月11日再次服役，將母港改設在諾福克。
1955年2月3日，改建後的提康德羅加號離開諾福克，到加勒比海試航訓練，在3月返抵諾福克，然後到紐約船廠作最後檢修。稍後提康德羅加號留在東岸近海考核飛行員，並測試A-4D1、F4D-1及F3H-2N等新式海軍飛機，亦曾到訪費城。
11月4日，提康德羅加號離開梅港，前往地中海巡航，並在14日於直布羅陀接替無畏號。稍後提康德羅加號在地中海作長期巡航，沿途到訪多個港口，到1955年8月2日才返抵諾福克。返國後提康德羅加號進入諾福克海軍造船廠，開始作SCB-125改建，增設斜角飛行甲板及封閉艦艏。改建於1957年4月完成。

## 太平洋艦隊
改建後海軍命提康德羅加號到太平洋艦隊服役。此時提康德羅加號已無法通過巴拿馬運河，故要繞道合恩角，於5月30日抵達新母港阿拉米達。接著提康德羅加號留在近岸訓練。
9月16日，提康德羅加號離開阿拉米達，前往西太平洋巡航，並途經珍珠港，於10月15日抵達橫須賀。稍後提康德羅加號在日本海、中國東海及菲律賓一帶執勤，於1958年4月25日返抵阿拉米達。
1958年10月4日，提康德羅加號再次前往西太平洋。早前金門炮戰爆發，遠東局勢緊張，提康德羅加號到台灣海峽戒備，平常則到日本及菲律賓等地執勤，於1959年2月16日返抵阿拉米達。

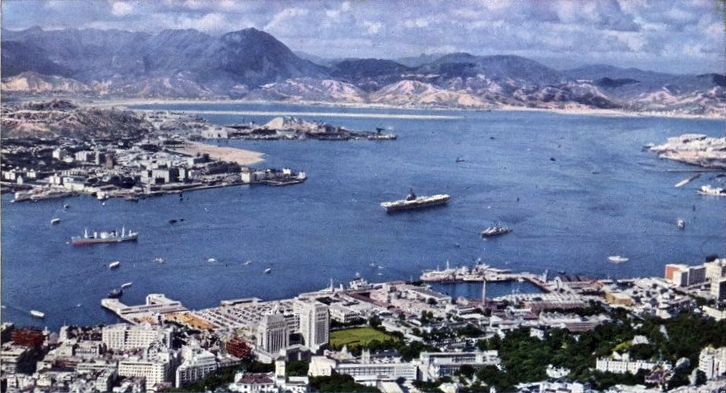
1960年美軍提康德羅加號航空母艦於維多利亞港

1960年5月5日，提康德羅加號再到西太平洋巡航。6月17日及19日，解放軍因德懷特·艾森豪訪問台灣，而再次炮擊金門；提康德羅加號因此再到台灣海峽戒備。稍後提康德羅加號於日本海、中國東海及菲律賓等地執勤，於10月11日返抵阿拉米達。
1961年5月10日，提康德羅加號再次到西太平洋巡航。其時越南內戰已愈演愈烈；美國亦開始派少量軍隊支援南越。9月26日到10月17日之間，提康德羅加號斷續在越南外海戒備，接著則到日本及菲律賓等地巡航，於1962年1月15日返抵阿拉米達。
1963年1月3日，提康德羅加號再次前往西太平洋，先在12日抵達珍珠港，然後前往蘇比克灣，於2月2日抵達。稍後提康德羅加號先後兩次到訪香港，並多次前往橫須賀及蘇比克灣等地。在4月23日至5月1日期間，提康德羅加號在越南外海戒備，最後於7月15日返抵阿拉米達。
1964年4月14日，提康德羅加號搭載第五航母航空聯隊（CVW-5，今美國海軍第五航母航空大隊），再到西太平洋巡航，並加緊在越南外海戒備。小鷹號早在年初已開始派飛機到老撾偵察，並曾有飛機被擊落。8月初，提康德羅加號在北部灣巡航；而星座號則剛好到香港休整。

## 越戰

### 北部灣事件及飛箭行動

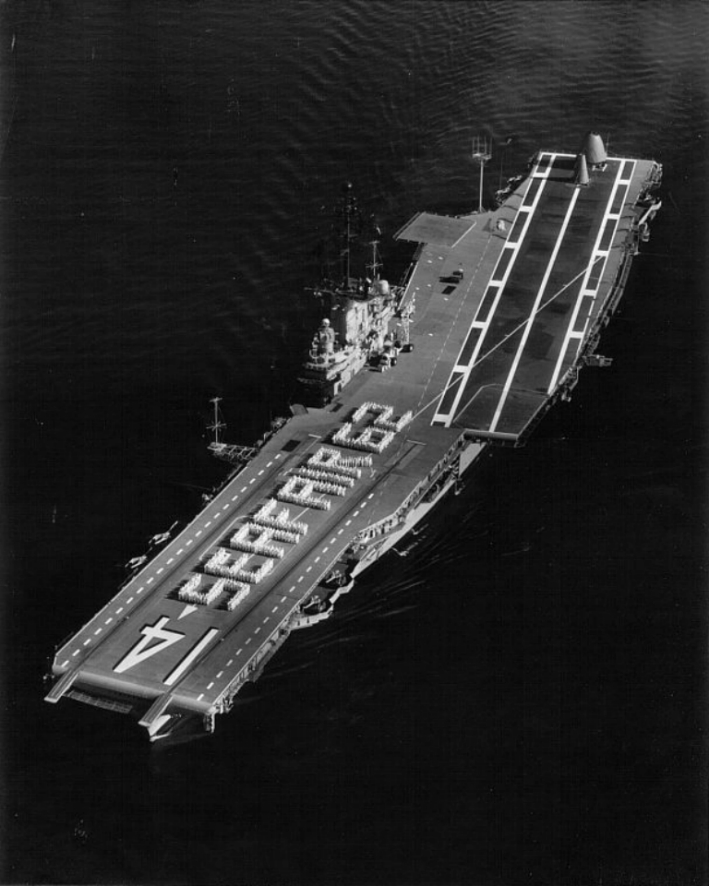
1962年7月29日，提康德羅加號在美國近海；其斜角飛行甲板清晰可見。艦上水兵在甲板排出「Seafair62」字樣，顯示提康德羅加號當時正參與西雅圖一年一度的海洋節。

1964年8月2日早上，美軍驅逐艦馬多克斯號正在北部灣巡邏。此時馬多克斯號已接獲情報，指北越可能派魚雷艇前來攻擊；事緣早前南越巡邏艇曾在7月30日炮擊宇島（Hon Nieu），並在返航峴港時經過馬多克斯號；過程一直被北越的魚雷艇所觀察。下午12時45分，馬多克斯號的雷達發現五艘北越魚雷艇迫近；馬多克斯號即時進入作戰狀態，加速離開，並向提康德羅加號請求空中支援。3時至4時之間，馬多克斯號觀測到三艘魚雷艇高速靠近，並發射魚雷。4時8分，馬多克斯號開始炮擊靠近的魚雷艇，並在17分轉向迴避魚雷。
此時提康德羅加號的四架F-8戰鬥機抵達現場，預備進入攻擊位置。約20分馬多克斯號遭魚雷艇以14.5×114毫米機槍射擊，但只有一枚子彈命中；馬多克斯號隨即開炮還擊。此時北越三艘魚雷艇均已受創，開始掉頭向北撤退；提康德羅加號的F-8在28分開始追擊，並擊傷兩艘，其中一艘在稍後沉沒。稍後馬多克斯離開現場，與特納·喬伊號（USS Turner Joy, DD-951）會合，然後再次靠近北越近海。而林登·詹森總統則命星座號即時離開香港，前往北部灣戒備。
8月3日早上，馬多克斯號及特納·喬伊號在北部灣近岸巡邏，在晚上撤回外海；而南越巡邏艇則在當晚炮擊廣平省一處雷達設施，在4日早上返回。馬多克斯號兩艦在4日再次到近岸巡邏，並在傍晚預備返航。當時海面天氣惡劣，能見度低；兩艦雷達突然發現有「目標」接近，並在晚上10時29分開始炮擊迫近的「目標」。提康德羅加號的兩架A-1H戰機（隸屬第53戰鬥機小隊VF-53）在稍後飛抵現場支援，但未有發現任何「敵艦」。半夜兩艘驅逐艦返回，與提康德羅加號會合。
雖然當晚起飛出勤的戰鬥機小隊指揮官詹姆斯·史托戴爾（James Stockdale）未有發現任何北越軍艦；且兩艘驅逐艦亦不肯定是否遇敵；但事件已大為刺激美國及北越雙方。8月5日詹森下令海軍執行飛箭行動（Operation Pierce Arrow），向北越「報復」。上午8時，提康德羅加號及星座號預備派飛機出擊，但因時間過於倉促，出擊要稍為延遲。下午提康德羅加號及星座號各自派出32架飛機，分別攻擊下龍市（舊稱鴻基市）、Loc Chao、廣溪（Quang Khe）、清化市及邊水港（Ben Thuy，接近榮市）等地的魚雷艇基地；同時攻擊榮市的燃油設施。攻擊最終擊沉七艘魚雷艇，擊傷另外10艘，並燒毀榮市90%的儲油；而星座號則有兩架飛機被擊落，一人死亡，另一人被俘。
8月5日，遊騎兵號離開阿拉米達，到西太平洋增援；8月7日，美國眾議院以416票對0票，一致通過東京灣決議案，授權詹森向北越派軍，而無須作正式宣戰；議案稍後亦在美國參議院以88票對2票通過。雖然如此，詹森命海軍暫時減少到北部灣近岸巡邏，直到9月中才恢復；而提康德羅加號則暫時離開，到港口休整。
8月11日，提康德羅加號返回北部灣，並繼續戒備；同日奇爾沙治號亦與艦隊會合，以防備中國的潛艇；但詹森一直未有授權海軍再作進攻，僅派飛機到南越、老撾及胡志明小道等地偵察，使北越有時間從中國運入39架米格-15及米格-17到福安市。9月16日，驅逐艦摩頓號（USS Morton, DD-948）及愛德華號再次遭到不明海上艦隻「攻擊」；海軍及空軍向詹森請示，要求准許攻擊北越日益強化的空軍基地；然而詹森及國防部認為北越已「汲取教訓」，既未准許海空軍飛機攻擊，亦不批准登陸作戰。9月18日遊騎兵號抵達北部灣；而提康德羅加號則在22日暫時離開，到港口休整。
10月7日起，提康德羅加號斷續在北部灣警備，中途兩次回到港口休整。詹森仍未准許美軍派飛機攻擊北越，但在10月23日批准海軍派飛機支援老撾政府軍隊。11月28日提康德羅加號開始返航美國，於12月15日返抵阿拉米達。而詹森在早前12月2日批准首階段的橫滾行動（Operation Barrel Roll）；准許美軍飛機到老撾北部作有限的對地支援。行動在14日開始執行。1965年1月27日，提康德羅加號進入三藩市海軍船廠，作五個月維修。

### 早期滾雷行動

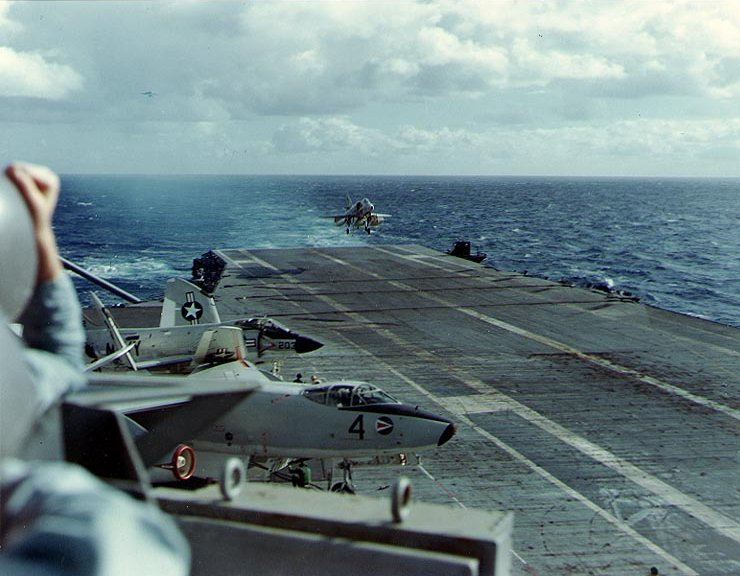
1963年1月18日，提康德羅加號正前往西太平洋巡航；一架A-4C攻擊機正在甲板降落。此時越南內戰已愈演愈烈；提康德羅加號在下次巡航時，更直接參與了北部灣事件。

1965年9月29日，提康德羅加號離開阿拉米達，前往越南作戰。此時美軍的空中轟炸已逐步升級；年初開始的火飛鏢行動（Operation Flaming Dart）已升級至第一階段及第二階段的滾雷行動；針對老撾東南部胡志明小道的鋼虎行動（Operation Steel Tiger）在4月開始；針對北越面對空飛彈的鐵手行動（Operation Iron Hand）亦在8月開始。10月4日提康德羅加號抵達珍珠港，接著留在近海訓練，直到17日才離開夏威夷。稍後提康德羅加號途經蘇比克灣，在11月5日抵達越南外海。提康德羅加號主要往返洋基站及迪西站兩個航空母艦執勤點，並派飛機參與各項空襲行動。不過所有攻擊目標必須經美國總統批准，前線美軍方可攻擊；再加上詹森在河內及海防兩地設下禁止攻擊區，使空襲效率極差。12月2日，提康德羅加號前往日本休整；5日提康德羅加號航行途中，一架搭載核彈的A-4攻擊機意外從機庫滾下，經艦側升降台跌入深海，機師及核彈均告失蹤。7日提康德羅加號抵達橫須賀。
12月16日，提康德羅加號離開橫須賀，在21日返抵北部灣，繼續進行各項轟炸行動。22日，提康德羅加號、企業號及小鷹號作聯合攻擊，派出超過100架飛機，攻擊汪秘鎮的火力發電廠；該處的發電廠供應河內市約三分之一的電力，以及海防市接近全部電力。這也是美軍首次獲准攻擊北越工業設施。三艦機隊分別在下午3時、3時30分及4時發動攻擊，企業號由北面進攻；提康德羅加號與小鷹號則由南面進攻。攻擊重創發電廠，並使河內及海防電力供應銳減。25日聖誕節，詹森下令美軍停止所有空襲，以向北越釋出善意，重開停火談判；但北越卻於1966年1月4日斥之為假意。14日提康德羅加號離開越南，在次日抵達蘇比克灣休整數日。
1966年1月21日，提康德羅加號離開蘇比克灣，在23日返抵越南外海。詹森在31日恢復轟炸，開始第三階段的滾雷行動，但仍局限於北越南部，並禁止攻擊北部的米格機場及工業設施，使北越可大量運輸各種防空炮、面對空飛彈及雷達設施到南方；美軍的飛機損失因此逐漸增多。2月9日，提康德羅加號的第五聯隊長座機亦被擊落，但及時在海上跳傘逃生。16日提康德羅加號離開戰區，在18日抵達蘇比克灣休整。接著提康德羅加號改為前往佐世保休整，於21日抵達。
2月28日，提康德羅加號前往越南作戰，在3月2日途經蘇比克灣，於6日抵達越南外海。針對日益增多的面對空飛彈，海軍開始為航空母艦飛機搭載AGM-45百舌烏反輻射飛彈，以協助摧毀地面飛彈發射台；又以混編機種的方式編組攻擊機隊，分配攻擊任務及目標，然後命各艘航空母艦一同出擊，以應付北越密集的防空飛彈。這些大型混合機隊攻擊任務亦稱為Alpha Strikes。31日提康德羅加號再次前往蘇比克灣，在4月2日抵達。前一日詹森下令展開第四階段滾雷行動，將海空軍的執勤範圍再作劃分，但仍然禁止攻擊主要工業設施。4月4日，提康德羅加號抵達香港休假四天。
4月8日，提康德羅加號離開香港，前往越南執勤。10日提康德羅加號抵達越南外海，隨即與小鷹號派出攻擊機隊，接連轟炸連接海防、海陽市及中國的道路，並摧毀兩座主要橋樑。18日，小鷹號派飛機夜襲汪秘發電廠；又在19日空襲錦普鎮的運煤港。應提康德羅加號第144攻擊小隊（VA-144）指揮官的要求，海軍將洋基站北移，使A-4攻擊機無須搭載附加油箱作戰，增加作戰效率。20日提康德羅加號離開越南，在23日抵達蘇比克灣稍作休整。次日提康德羅加號前往橫須賀，在28日抵達，並預備返國。30日提康德羅加號啟程返國，在5月13日返抵阿拉米達，並在稍後進入船廠維修。

### 滾雷行動升級

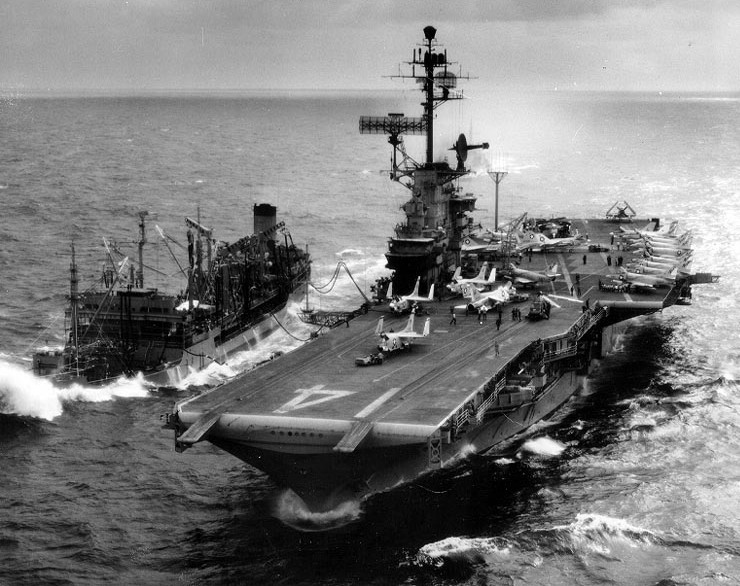
1966年初，提康德羅加號正在越南外海補油。此時滾雷行動已逐步升級，美軍開始轟炸北越各地設施；但由於所有攻擊目標，均須經美國總統批准，使空襲效果大減。

7月9日，提康德羅加號完成維修，在近岸訓練考核飛行員。10月15日，提康德羅加號搭載第19航空聯隊，再次前往越南作戰，並在20日於珍珠港稍作停留。30日提康德羅加號抵達橫須賀，再於11月10日轉抵蘇比克灣，最終13日抵達越南外海，開始作戰。美軍在早前6月29日批准攻擊北越的儲油設施（即POL攻擊）及工業設施，並開始與受蘇聯訓練的北越米格機交戰。提康德羅加號加緊轟炸北越的油庫，以及海防港口的油船，但戰損亦日益增加；到12月16日提康德羅加號前往佐世保時，艦上已有五架飛機被擊落。21日提康德羅加號抵達佐世保休假。25日聖誕節，詹森再次下令美軍停火48小時，並在1967年元旦作另一次48小時停火。
12月30日，提康德羅加號離開佐世保，在1967年1月4日重返越南外海，並繼續攻擊北越的燃油設施。由於空襲一直未能迫使北越重返談判，美軍再次計畫加強滾雷行動，並要求准許攻擊更多北越重要據點，以阻止北越從中國、柬埔寨及老撾等地獲得補給。2月4日，提康德羅加號再次離開越南，前往港口休假，在7日抵達蘇比克灣；而第五階段的滾雷行動則在14日開始。
2月12日，提康德羅加號返回越南作戰，在15日到達執勤崗位。此時第五階段滾雷行動開始，美軍繼續增加攻擊目標，並獲准空襲太原市鋼鐵工廠。23日起，海軍開始在北越河流佈置水雷，同時獲准切斷北越部分指定的公路及運輸系統，以逐步孤立河內及海防；但1964年兩地設下的禁止攻擊帶，則仍舊保留，故兩地許多目標仍未受到攻擊。雖然如此，提康德羅加號等繼續執行橫滾、鐵手、燃油設施等等攻擊行動；海軍亦引入AGM-62空對地飛彈，試圖改善攻擊效率。3月15日提康德羅加號再次離開，在17日抵達蘇比克灣。
3月26日，提康德羅加號再次到越南作戰，在29日抵達越南外海，繼續執行各項轟炸任務。詹森再批准美軍攻擊海防及河內更多目標，但禁止攻擊區繼續保留。4月23日，空軍攻擊了白馬市的米格基地；而海軍則在次日再作空襲。這是該基地自1964年8月以來首次遭到美軍攻擊。4月28日提康德羅加號離開戰場，在次日抵達蘇比克灣。5月4日至8日，提康德羅加號在香港休假，然後在13日抵達橫須賀，預備返國。19日提康德羅加號啟程返國，在29日返抵阿拉米達。7月提康德羅加號到普吉灣船廠維修，在9月後留在近岸訓練。

### 春節攻勢

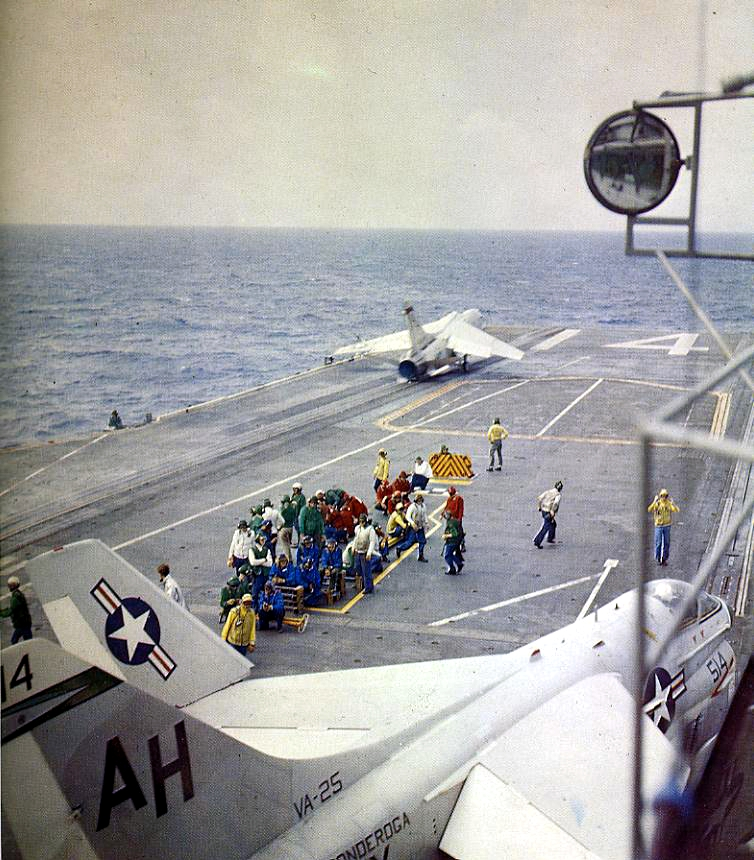
1969年，提康德羅加號在越南外海執勤，一架A-7B攻擊機正從彈射器起飛。此時春節攻勢已經結束；美國因和談重開而停止所有對北越的空襲，並逐步撤走美軍，使提康德羅加號的出擊數大減。美軍要到1972年復活節攻勢才恢復大規模轟炸；其時提康德羅加號已改建為反潛航母，未再參戰。

1967年12月28日，提康德羅加號離開阿拉米達，途經珍珠港，在1968年1月17日抵達橫須賀；而美軍如常在元旦作48小時停火，並在1月3日停火結束後，開始第六階段滾雷行動。海軍早前開始加緊切斷北越的鐵路網及航運，試圖孤立河內及海防；但北越將設施轉移至禁止攻擊帶內，並大幅增加防空炮，使美軍空襲效果不佳，損失更有所增加。19日提康德羅加號前往越南外海；途中23日，北韓扣留普韋布洛號通用環境研究艦，朝鮮半島局勢突趨緊張。企業號及正在休整的遊騎兵號隨即前往日本海戒備；而提康德羅加號則繼續前往越南，在26日抵達外海，開始作戰。
1月29日，美軍開始維期三日的越南春節停火令。但就在29日，北越放棄游擊戰，發動大規模的春節攻勢，試圖一舉攻陷南越。海軍即時中止小鷹號的休假；並延長珊瑚海號的服役時間，同時大幅增加各航空母艦的出擊數，以攻擊北越軍隊。適逢越南東北季候風減弱，天氣有利美軍出擊；提康德羅加號等開始大舉派飛機到南越各地。1月31日，空軍與海軍發動尼加拉瓜行動，集中支援溪生戰役的美軍陸戰隊，同時攻擊清化榮市及南北越各地的公路。2月26日，詹森批准攻擊河內港口。此時北越攻勢已開始崩潰；美軍亦因季候風轉趨強烈，使天氣惡劣，而要減少出擊，雙方再次談判停火。3月3日提康德羅加號離開越南外海，在6日抵達蘇比克灣休整。
3月26日，提康德羅加號返回越南外海作戰。31日，詹森宣佈不再連任總統，並於同日命海空軍停止攻擊北緯20度以北的北越目標，僅可攻擊北越於南越的進攻部隊。提康德羅加號等隨即減少出擊，僅恢復鋼虎行動，攻擊老撾的胡志明小道補給線；同時攻擊榮市的燃油設施及機庫。4月3日，詹森將禁止攻擊帶南移至北緯19度。4月6日，提康德羅加號再次離開，在10日到訪新加坡，並在18日抵達蘇比克灣休假。
4月23日，提康德羅加號離開蘇比克灣，在25日抵達越南外海作戰。海軍此時集中攻擊北越往南的補給線，以阻止北越再作進攻。5月初，海軍轉為攻擊河靜省、榮市及演州縣三地之間的北越軍據點，迫使北越逐步後撤。5月12日提康德羅加號再次前往港口休整，在14日抵達蘇比克灣。13日，巴黎和談重開。
5月21日，提康德羅加號返抵越南外海執勤。由於和談進度緩慢，故此海空軍繼續攻擊北越軍隊，只稍為減少出擊數，以迫使北越軍隊撤出南越。6月14日，提康德羅加號再次前往港口休整；期間北越在15日要求美國無條件停止所有轟炸。16日提康德羅加號抵達蘇比克灣，並在19日到香港休假數日，然後再返回蘇比克灣。
6月26日，提康德羅加號離開蘇比克灣，在次日返抵越南外海執勤。此時海空軍的出擊數繼續下降，但攻擊任務依舊。7月9日，提康德羅加號的一架F-8E擊落一架米格-17，為提康德羅加號的首架米格擊落紀錄。23日提康德羅加號離開越南，在25日抵達蘇比克灣。27日提康德羅加號前往橫須賀休假，在31日抵達，並預備返國。8月7日，提康德羅加號啟程返國，在17日返抵阿拉米達。22日提康德羅加號進入長灘海軍船廠維修，直到10月21日完成為止。稍後提康德羅加號留在近岸訓練。11月1日，詹森停止對北越所有轟炸，並中止滾雷行動；而李察·尼克遜在6日勝出總統選舉。

### 越南化時期
1969年2月1日，提康德羅加號離開阿拉米達，搭載第16航空聯隊，作最後一次越戰巡航。20日提康德羅加號抵達橫須賀稍作停留，於26日途經蘇比克灣，在3月4日提康德羅加號開始在越南外海執勤。此時尼克遜推行越南化政策，開始從越南撤軍，並將軍事權力逐步移交南越。提康德羅加號等被禁止攻擊北越，故此轉為攻擊老撾的胡志明小道；海軍亦逐步減少洋基站的航空母艦數目。3月19日提康德羅加號到港口休整，在22日抵達蘇比克灣。
3月27日，提康德羅加號再次前往越南，在30日開始作戰。艦隊主要派飛機到南越及柬埔寨執勤，偶爾亦派飛機到北越各地偵察。4月6日提康德羅加號又再離開，前往日本休整。15日，北韓擊落美軍一架EC-121偵察機，造成31名美軍死亡，朝鮮半島局勢又再緊張；美國隨即派艦隊到北韓海面示威。正在日本休整的提康德羅加號亦隨行出發，與大黃蜂號、遊騎兵號及企業號進入黃海警戒。事件逐步降溫後，提康德羅加號在27日前往蘇比克灣休整，在30日抵達。
5月9日，提康德羅加號離開蘇比克灣，在次日返回越南外海作戰。此時西南季候風開始令越南天氣轉差，影響飛行作業；再加上美軍戰鬥繼續轉移到北越以外目標，提康德羅加號等的飛機執勤率亦遠較春節攻勢時低。到6月4日，提康德羅加號再次離開，在9日抵達佐世保休假，並在19日轉抵香港。
6月24日，提康德羅加號離開香港，在26日抵達越南外海，作最後一次越戰戰鬥。海軍如常派飛機到陸上偵察，並攻擊胡志明小道等地的北越據點。由於美軍逐步淡出戰爭，提康德羅加號在整個1969年巡航中，均沒有飛機在執勤時損失；但仍有七架飛機因操作意外而損毀。8月1日提康德羅加號離開越南，在5日進入佐世保休整，並在稍後留在日本海警備。9月2日提康德羅加號在蘇比克灣稍作休整，然後啟程返國，在18日返抵阿拉米達。

## 反潛航母及太空任務

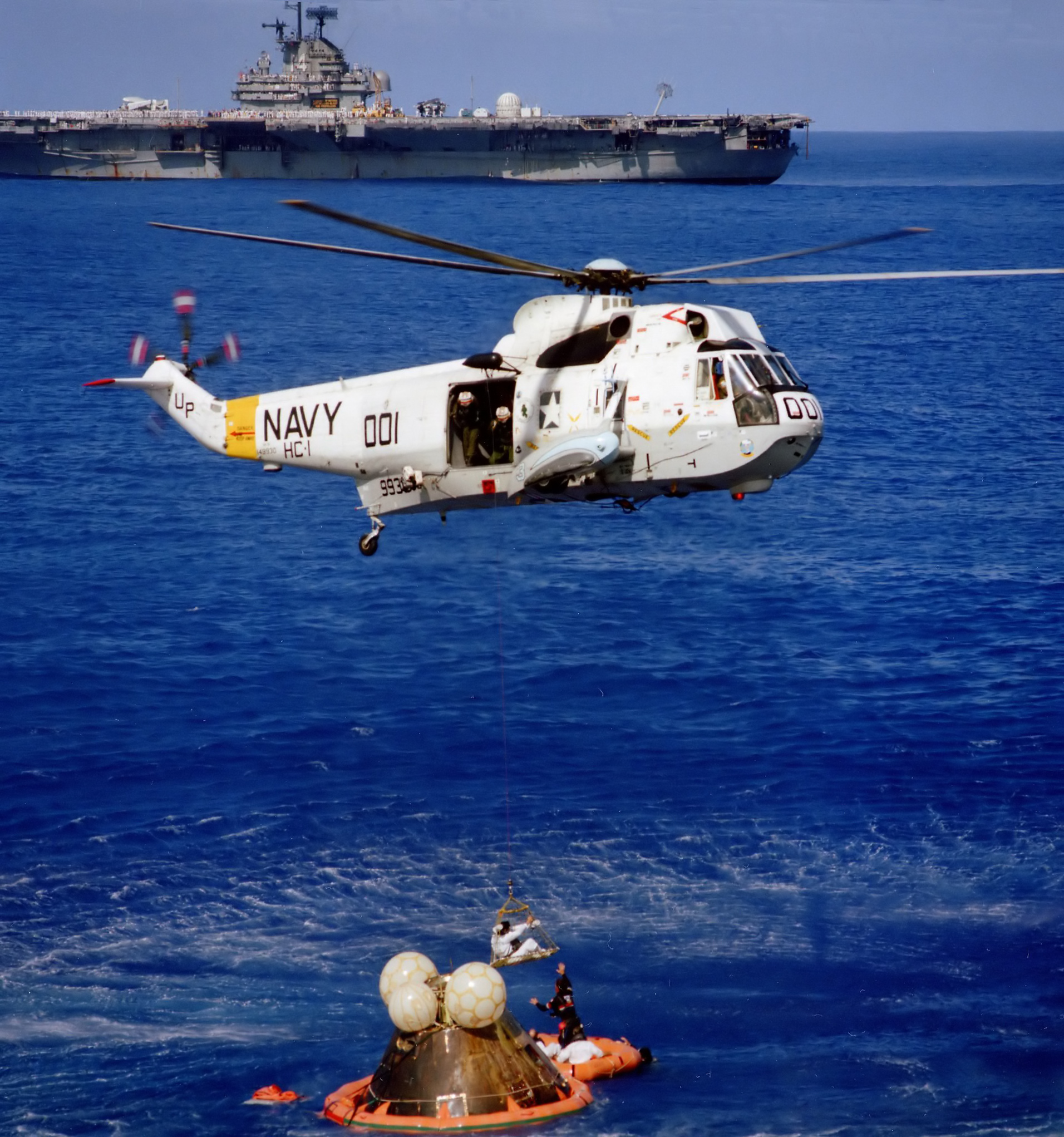
1972年12月19日，阿波羅17號返回地球，在美屬薩摩亞海域濺落。提康德羅加號的直升機正在救起太空人，並在稍後回收指揮艙。這也是太陽神計畫最後一次登月計畫。

1969年10月20日，提康德羅加號進入長灘海軍船廠，開始改建為反潛航母，並在次日將舷號改為CVS-14。改建於1970年5月28日完成後，提康德羅加號留在近岸訓練，在6月26日進入新母港聖地牙哥。7月至8月，提康德羅加號在加利福尼亞州近岸訓練，並考核海軍飛行員。稍後提康德羅加號在10月至12月作兩次例行演習。
1971年3月11日，提康德羅加號離開聖地牙哥，前往西太平洋，並到日本海與日本海上自衛隊演習。演習後提康德羅加號往南航行，先在4月7日途經蘇比克灣，再在16日於新加坡稍作停留，然往前往印度洋。提康德羅加號未有採用馬六甲海峽航線；而是途經巽他海峽，並在中途舉行儀式，紀念二戰時盟軍在巽他海峽海戰損失的侯斯頓號及珀斯號（HMAS Perth）。稍後提康德羅加號與泰國海軍演習，在26日再次到新加坡休整。接著提康德羅加號啟程返國，途中在香港、橫須賀及佐世保三地休假，最終在7月6日返抵聖地牙哥。
返國後提康德羅加號留在近岸執勤，並在稍後預備參與首次太空計畫。1972年4月16日，太陽神16號升空，並在27日於中太平洋濺落，由提康德羅加號回收。
1972年5月17日，提康德羅加號最後一次到西太平洋巡航。早前北越發動復活節攻勢，越戰再次升級；但提康德羅加號已改為反潛航母，故未有前往參戰。6月至7月，提康德羅加號在南中國海作反潛演習，然後轉到日本，在7月12日抵達佐世保。稍作訓練後，提康德羅加號啟程返國，在18日途經橫須賀，於29日提康德羅加號返抵聖地牙哥。
返國後提康德羅加號留在近岸訓練，並再次準備回收太陽神計畫的太空艙，在11月前往南太平洋。12月7日，太陽神17號升空，並在19日返回地球，於美屬薩摩亞海域濺落，在稍後由提康德羅加號救起；這也是太陽神計畫的最後一次登月。28日提康德羅加號返抵聖地牙哥。
返國後提康德羅加號留在近岸訓練，並預備退役。退役前夕，提康德羅加號在1973年6月到加利福尼亞州外海，於22日回收了天空實驗室2號的返回艙，並救起三名太空人。

## 結局與榮譽
1973年9月1日，提康德羅加號退役，並在同年11月16日除籍，開始拍賣程序。1974年8月15日，提康德羅加號以約六十萬（601,999.99）美金出售，並拖行到美國西岸波特蘭拆解。
提康德羅加號三次獲頒海軍部隊嘉許勳表及一次海軍部隊嘉許獎；在二戰獲得五枚戰鬥之星；在越戰則獲得12枚。全部榮譽見下表：
| Bronze star · Bronze star |  |                                         |                                                       |
|                           |  | Silver star                             |                                                       |
|                           |  | Bronze star · Bronze star · Bronze star | Silver star · Silver star · Bronze star · Bronze star |
|                           |  | Bronze star                             |                                                       |

| 海軍部隊嘉許勳表： 三次                     |                            |                               |                             |
| 海軍部隊嘉許獎                              | 美國戰役獎章               | 太平洋戰爭獎章： 五枚戰鬥之星 | 第二次世界大戰勝利獎章      |
| 海軍佔領服役獎章： （「亞洲（Asia）」橫扣） | 國防部服役獎章             | 武裝部隊遠征獎章： 四枚       | 越南服役獎章： 12枚戰鬥之星 |
| 菲律賓總統部隊嘉許勳表                      | 棕櫚葉越南英勇十字集體嘉獎 | 菲律賓解放獎章： 一枚戰鬥之星 | 越南共和國戰役獎章          |